# جشنواره فیلم گی و لزبین لیسبون
جشنوارهٔ فیلم گی و لزبین لیسبون یکی از رویدادهای بین‌المللی در زمینه سینمای همجنسگرایانه است. این جشنواره یکی از رویدادهای مطرح هنری در پرتغال است که همه ساله در شهر لیسبون برپا می‌شود.